# Универзални преводилац
Универзални преводилац је уређај из универзума Звезданих стаза који служи за директно превођење говора других врста на енглески језик који користи Звездана флота.